# Thomas Haller (Uhrenfabrikant)
Thomas Haller (* 1854; † 1917) war ein deutscher Uhrenfabrikant.
Nachdem er Ende der 1870er den von seinem Großvater gegründeten Betrieb übernommen hatte, gründete er in Schwenningen die Thomas Haller AG, die sich zu einem führenden Uhrenhersteller entwickelte und größter Konkurrent der Gebrüder Thiel wurde.
Ab 1882 wurden Uhren mit eigenen Werken hergestellt, darunter auch Jahresuhren. Haller war der einzige Uhrmacher des Ortes, der von Schwarzwälder Uhren ausgehend über den Bau massiver Metallwerke bis zum Amerikanerwerk (1889) seine Werkstatt konsequent zum Fabrikbetrieb weiterentwickelt hat. 1888 wurde die Firma in München mit einem Ehrendiplom für Regulatoren ausgezeichnet.
Ab 1895 wurden preiswerte Taschenuhren hergestellt. Dieses wurde ab 1898 mit dem Eintritt von Alex Dürer/Dörfler forciert. Alex war wie sein Verwandter Emil Konstrukteur bei Thiel, war 1895 zur Kyffhäuser-Uhrenfabrik von Carl Flick & Co. in Jecha gewechselt und nun abgeworben.
1899 wurden täglich 4000 Taschenuhren hergestellt. Die erfolgreiche Taschenuhrenfertigung weckte das Interesse von Junghans. Die Verhandlungen führten am 1. April 1900 zur Fusion zur Vereinigte Uhrenfabriken Gebrüder Junghans und Thomas Haller AG. Das gleichberechtigte Verhältnis zwischen Junghans und Haller hielt jedoch nicht lange. Nachdem Junghans versuchte die Oberhand zu gewinnen, löste Haller die Fusion. Im gleichen Jahr gründete sein Sohn Thomas Ernst Haller in Schwenningen eine neue Uhrenfabrik, die Thomas Ernst Haller AG.

## Belege
1. ↑   Robert W. Latzel: Die Entwicklung der Taschenuhr für Jedermann in Deutschland; S. 27

| Personendaten    | Personendaten            |
| ---------------- | ------------------------ |
| NAME             | Haller, Thomas           |
| KURZBESCHREIBUNG | deutscher Uhrenfabrikant |
| GEBURTSDATUM     | 1854                     |
| STERBEDATUM      | 1917                     |